# Potamites
Potamites es un género de lagartos de la familia Gymnophthalmidae. Incluye ocho especies que se distribuyen por la mayor parte de Sudamérica. Anteriormente las especies de este género se incluían en Neusticurus.

## Especies
Se reconocen las siguientes especies:
- Potamites apodemus (Uzzell, 1966)
- Potamites ecpleopus (Cope, 1876)
- Potamites erythrocularis[3] Chávez & Catenazzi, 2014
- Potamites juruazensis (Avila & Vitt, 1998)
- Potamites montanicola Chávez & Vásquez, 2012
- Potamites ocellatus (Sinitsin, 1930)
- Potamites strangulatus (Cope, 1868)
- Potamites trachodus[4] (Uzzell, 1966)

Hasta hace poco Gelanesaurus cochranae y Gelanesaurus flavogularis se incluían en este género.